# Gracia de Triana
María de Gracia Jiménez Zayas (Sevilla, 26 de enero de 1919 – Madrid, 13 de enero de 1989), fue una cantante española, más conocida como Gracia de Triana y también en su barrio de origen por el apodo familiar de La Calentito. Dominó géneros que abarcan desde la copla aflamencada hasta el cante grande, destacando en diversos palos del flamenco. Recibió el sobtenombre de La Voz de Miel.

## Biografía
Nació en el número 4 de la calle Virgen del Patrocinio, en Triana. Vivió parte de su niñez en la actual calle Clara de Jesús Montero, entonces casa de vecinos (antiguamente Hotel Triana, construido para la Exposición Iberoamericana; concretamente en el patio del hotel estaba el domicilio familiar) en el célebre barrio de Triana. Hoy cercano a su lugar de nacimiento hay un callejón con su nombre, callejón Gracia de Triana. Sus padres, José Jiménez Martínez y María del Carmen Zayas Moreno, la llevaron a bautizar el 26 de julio de 1919 a la Parroquia de Nuestra Señora de la O (donde ellos se habían casado). Su origen humilde, pues su padre era tejarero, camarero y albañil y su madre aceitunera, no le permitió tener una buena educación. Sin embargo su timbre de voz era excepcional, lo que le facilitaba interpretar cualquier forma de cante. Desde los diez años se ganó la vida cantando de tasca en tasca, entrenando y preparando su voz.   
Familiarmente era apodada La Calentito, porque su padre tenía ese apodo entre sus compañeros de trabajo.
Ella cantaba desde los diez años por calles y tabernas trianeras; en bodas y bautizos. En Madrid se presentó como «Niña de Triana», en el Teatro de la Zarzuela.
Era el año 1939 y atrajo la atención de intelectuales y artistas con su sentido del cante. El conde consorte de Colombí (que era escritor y folclorista) y el director cinematográfico Florián Rey, rendidos ante su arte, la ayudaron en aquellos primeros pasos profesionales.
De los tablaos pasó a los estudios de cine. Y en 1941 debutó en la película Escuadrilla, de Antonio Román, en el papel de una gitanilla que cantaba. Interpretó en la película las bulerías Qué buena soy. En 1942 seguía en los tablaos y en los teatros, pero rodó también dos cortometrajes: Flor de espino y Pregones del Albaicín.
Luis Marquina la tuvo de cantaora en otra película, de mucho éxito popular, Malvaloca.
La popularidad le llegó con la canción Ovejitas blancas (bulerías) escrita por los maestros Perelló, Palma y Monreal, y que Gracia interpretaba en la película Castañuela (1945). En esta película también interpretó los populares Villancicos de Triana y el tanguillo ¡Olé con olé!
Su versatilidad y su personal estilo le valieron los elogios de sus compañeros de profesión y de la crítica, especialmente la del novelista Álvaro Retana que dijo de ella: "La estrella folclórica más enterada de lo que es el cante jondo" y prosiguió afirmando: "Domina todos los estilos, porque los fue aprendiendo desde los diez años. (...) Cantando a la guitarra o con orquesta, Gracia de Triana sabe otorgar a sus canciones expresión inconfundible, y su voz cálida, sensual, grabada en decenas de discos era reconocida inmediatamente al ser estos ofrecidos en las emisoras de radio".
Estuvo de gira por toda Sudamérica durante ocho años, desde 1947 a 1955, estando su residencia base en Buenos Aires.
Además de su carrera musical intervino en varias películas de las llamadas de folclóricas, que tanto éxito tuvieron en otro tiempo en España. Intervino en siete cintas, siendo las más recordadas Castañuela y La cruz de mayo (1955).
Manolo de Huelva, Perico el del Lunar, Niño Ricardo o Esteban de Sanlúcar, entre muchos otros, fueron los guitarristas que la acompañaron en sus actuaciones flamencas. 
Retirada del mundo del espectáculo, regentó junto a la artista Pastora Quintero (quien falleció poco antes que ella) una pensión en la madrileña calle de la Luna, donde falleció de un paro cardíaco en 1989, días antes de cumplir setenta años.
En 1999, diez años después de haber sido enterrada en el Cementerio de Carabanchel, fue sacada del nicho inicial. Al no reclamar nadie sus restos, los mismos fueron depositados en el osario común del cementerio madrileño, habiéndose perdido para siempre.

## Canciones más populares
| - "Curro Montes" - "Del Puerto a Cai" - "Mira, niña" - "La niña fea" - "Yo te perdono" - "Los adelfares" - "Lo Mejor de Sevilla" - "Te quiero/Lloraba un pavo real" - "Y vengo a que me perdones" - "Albahaca" - "A la una canta el gallo" - "Gitanos ricos" - "Aquella Lola" - "La Venta de los Gatos" - "Te quiero más que a mi ser" - "Virgen de la Esperanza" - "A flamenca no me ganas" - "La Tana" - "Un hombre le va ayudando" - "Ya viene marzo con flores" - "Cantillanera" - "Custodia" - "Las coplas del Habanero" - "Me lo crucificó el río" - "Para pintarte tu cara" - "Te envidian hasta las flores" - "Castañuela" - "Desde que te conocí" - "De plata las herraduras" - "Calvario" | - "Triana, tiene Triana" - "Te llevan tus trianeros" - "El caballito" - "Traje campero" - "Pepe Romero" - "Yo no te puedo querer" - "A mi Triana" - "De caña fina" - "Triana es Triana" - "Salí llorando" - "La hija de la Giralda" - "La Cruz de Mayo" - "Pepete, mátelo usted" - "Paquiro" - "El agua no la aminoro" - "Al pie de la Cruz" - "Por el hombre que quería" - "Como águila palomera" - "Luna lunera" - "Cantaré para ti siempre" - "Corona de perlas" - "De las minas de Linares" - "No me quieras tanto" - "No quiero nada de ti" - "¡Olé con olé! - "¡Ay, mi vida!" - "Faraón" - "Sueño de gloria" - "Gitana del limonero" - "Madrugada trianera" - "Cachorro de Triana" - "De Andalucía a Triana" | - "Caracoles" - "¡Ay, chiquilla de mi alma!" - "Qué bonita que es mi niña" - "Copla en la noche" - "Bulerías de la Isla" - "El cariño de una madre" - "Enclavao en un madero" - "Ovejitas blancas" - "Qué buena soy" - "La hija de don Juan Alba'" - "Canto a Manolete" - "Guitarra, no llores" - "Pregones de Albaicín" - "La hija de la Giralda" - "No vayas a la sierra" - "Rincón de España" - "Los aceituneros" - "Villancicos de Triana" - "Nacimiento" - "Los pastorcitos" - "Se alquilan balcones" - "De la Cava" - "Rosa de Puente Genil" - "Niña Isabel" - "Mayo florido" - "Carmen Galán" - "Espina de rosal" - "Serva la Bari" - "Plata y marfil" - "¡Ay, mi perro!" - "No me quería" - "¡Vaya cartel!" | - "Agua de amores" - "La niña del mar" - "Hasta llegar a aborrecerte" - "La maldecía" - "Rosa de Jerez" - "Julio Romero pintó" - "Pa' tenerte yo afición" - "Una guitarra agarena" - "Primo mío de mi alma" - "Me puse a querer" - "Un ángel llevaba el son" - "La gente se me reía" - "No me digas que te marchas" - "Tú seras mi peregrino" - "No he de seguirte los pasos" - "Pasan los serranos" - "Mi barca no tiene vela" - "Canto a Manolete" - "No te maldigo" - "Escriturita" - "El agua y la pena" - "S'entrañas mías" - "Guajiras del vedao" - "Rubio como la canela" - "¡Sereno!" - "La Caracola" - "Mi abanico" - "Ante el Hijo moribundo" - "Juncos y palmas" - "¡Viva Triana!" | - "Aquella noche de abril" - "Cuando el barco se alejaba" - "Campanilleros andaluces" - "Quién te llevó de la rama" - "Toma vino de mi vino" - "Se arrodilló mi caballo" - "Eres azucena y fuego" - "Dolores la Petenera" - "No me digas que me has dejao" - "De que tu no me quieras/Como se orvía un amor" - "Nochebuena gitana" - "María Jesús" - "Que en tu persona me inspiré" - "Y más que a ti te venero" - "¡Ay, qué noche preciosa!" - "Mírame" - "Sin concederle importancia" - "Aunque no pienses lo mismo que yo" - "Líbrame tú de esta cruz" - "Quisiera volverme loco" - "Flor de las flores" - "El aperaó" - "Kyrie, kyrie, kyrie" - "Sierra de Ronda" - "Carmelilla" - "Rejas y quereres" - "Viernes Santo sevillano" |

## Filmografía
- 1955: La cruz de mayo. Como: Coral Torres García
- 1945: Castañuela. Como: Castañuela.
- 1943: Ídolos. Como: Gracita, Cantaora
- 1942: Malvaloca. Como: Cantaora
- 1941: Flor de espino (cortometraje)
- 1941: Pregones del Albaicín (cortometraje)
- 1941: Escuadrilla. Como: Gitana

## Bandas sonoras originales
- 1945: Castañuela (interpreta: "Castañuela", "Desde que te conocí", "Villancicos de Triana", "Bulerías de la Isla")
- 1943: Ídolos (interpreta: "Torero de la Alameda")